# Johann Pachelbel
Johann Pachelbel (ur. 1 września 1653 w Norymberdze, zm. 3 marca 1706 w Norymberdze) – niemiecki kompozytor, organista i nauczyciel muzyki okresu baroku.
Jego najbardziej znana kompozycja to kanon D-dur na troje skrzypiec i basso continuo.
Pracował w takich miastach jak: Wiedeń, Stuttgart oraz Erfurt, Eisenach i na terenie innych miast Turyngii.
Dzieła organowe:
- preludia, toccaty, fugi, fantazje.
- preludia chorałowe.

Na jego cześć nazwano planetoidę (4972) Pachelbel.

## Posłuchaj
| (audio)                                      | \| (info) \| \| Kanon D-dur \| \| (info) \| \| Ciaccona d-moll \| \| (info) \| \| Toccata e-moll \| \| Problem ze ściągnięciem pliku? Zobacz pomoc. \| |
| (info)                                       | |
| Kanon D-dur                                  | |
| (info)                                       | |
| Ciaccona d-moll                              | |
| (info)                                       | |
| Toccata e-moll                               | |
| Problem ze ściągnięciem pliku? Zobacz pomoc. | |

## Literatura
- Kathryn Jane Welter. Johann Pachelbel: Organist, Teacher, Composer. A Critical Reexamination of His Life, Works, and Historical Significance. Harvard University, Cambridge, Massachusetts, 1998, dissertation. Available through UMI Dissertation Services, 2001. 384p.

As described by Perreault: The only really general book on Pachelbel in English; richly informative, especially on biography and transmission of MS sources.
- Jean M. Perreault. The Thematic Catalogue of the Musical Works of Johann Pachelbel. Scarecrow Press, Lanham, Md. 2004. 414 p. ISBN 0-8108-4970-4.

A complete index of Pachelbel’s compositions, the manuscripts in which they survive, and publications in which they can be found today. Includes an exhaustive bibliography.
- Ewald V. Nolte, John Butt. „Johann Pachelbel”, Grove Dictionary of Music and Musicians, ed. L. Macy
- Willi Apel. The History of Keyboard Music to 1700. Translated by Hans Tischler. Indiana University Press, 1972. ISBN 0-253-21141-7. Originally published as Geschichte der Orgel- und Klaviermusik bis 1700 by Bärenreiter-Verlag, Kassel.